# Chi la fa l'aspetta
Chi la fa l'aspetta  (titolo completo: Chi la fa l'aspetta o sia la burla vendicata nel contraccambio fra i chiassetti del carneval) è un'opera teatrale in veneziano (comedia venexiana) in tre atti di Carlo Goldoni. Rappresentata per la prima volta il 5 gennaio 1765 nel Teatro San Luca di Venezia, fu pubblicata dalle Edizioni Zatta solo nel 1789.
Si tratta della riscrittura in dialetto della precedente commedia in lingua italiana La burla retrocessa nel contraccambio, che a sua volta derivava dal canovaccio in francese Arlequin, dupe vengée.
Benché i dialoghi siano molto curati e il personaggio dell'oste Ménego risulti ottimamente delineato, la commedia fu un insuccesso. Secondo le testimonianze dei contemporanei ciò è da attribuire principalmente alla cattiva recitazione degli attori. L'autore non parla di quest’opera nei Mémoires e non la inserisce neppure nel catalogo delle sue commedie, mostrandosi forse risentito per l’ostilità con cui era stata accolta dal pubblico della sua città. Venne riportata in auge alla fine dell’Ottocento e, soprattutto, nel corso del Novecento da grandi interpreti, quali Ferruccio Benini e Cesco Baseggio.

## Trama
Venezia, tempo di Carnevale. Lissandro, un godereccio venditore porta a porta, organizza una burla ai danni dell'amico sensale Gasparo: fa imbandire a casa di quest'ultimo un pranzo per un'allegra compagnia di commercianti, al fine di far incontrare Cattina e Zanetto. Cattina, però, è nelle mire di Bortolo, il quale con la complicità della sorella Cecilia, vuole donare come pegno d'amore alla giovane un paio di orecchini. Un affare improvviso trattiene però Gasparo fuori casa proprio quel giorno all’ora di pranzo. Il piano di Lissandro sembra dover saltare, ma uno scambio di chiavi - con la complicità del Carnevale e dei suo ciassetti - permetterà che tutto si risolva per il meglio.

## Poetica
Scrive Giuseppe Ortolani: Il merito principale di questa fra le cento e più commedie del teatro goldoniano non è l’intreccio, per quanto ingegnoso ed accorto, non la ricchezza di personaggi, ciascuno con nuove sfumature di vecchi caratteri, non è nelle scene d’antica vita borghese veneziana, bensì nel dialogo meraviglioso, dove il dialetto d’una Venezia estinta per sempre ritorna vivo, caldo, pittoresco, scintillante d’arguzie, ad allietare gli animi: un dialogo che da solo è arte ed allegrezza.
Si scorge nella struttura della commedia una sorta di travaglio compositivo, che accosta personaggi più prossimi all’antica tradizione dell’arte, alle ultime creazioni della scena goldoniana. L'uso del dialetto, poi, valorizza il piacere della conversazione, divenendo quasi un soggetto autonomo, in grado di stare sulla scena, indipendentemente dai personaggi che la animano. Si avvertono in questa opere i primi segnali di un’evoluzione che di lì a poco condurrà al vaudeville (il primo teatro consacrato al genere aprì a Parigi nel 1792).